# Bent Jensen
Bent Kjær Jensen (né le 6 juin 1947 à Odense au Danemark) est un joueur de football international danois, qui évoluait au poste d'attaquant.

## Biographie

### Carrière en club
Bent Jensen joue au Danemark, en France, en Allemagne et en Autriche.
Il dispute 87 matchs en Ligue 1 française, inscrivant 29 buts, 18 matchs en première division allemande, marquant deux buts, et 54 matchs en Division 1 autrichienne, pour six buts. Il inscrit 13 buts en championnat avec les Girondins de Bordeaux lors de la saison 1970-1971.

### Carrière en sélection
Bent Jensen reçoit 20 sélections en équipe du Danemark entre 1968 et 1972, inscrivant 13 buts.
Il joue son premier match en équipe nationale le 25 septembre 1968, contre la Tchécoslovaquie. Ce match perdu 0-3 à Copenhague rentre dans le cadre des éliminatoires du mondial 1970.
Le 20 novembre 1968, il marque ses deux premiers buts avec le Danemark, lors d'un match amical contre le Luxembourg. Il inscrit par la suite trois triplés avec le Danemark : par deux fois contre les Bermudes, puis une fois contre la Finlande.
Il reçoit sa dernière sélection le 15 novembre 1972, contre l'Écosse, lors des éliminatoires du mondial 1974.

## Palmarès
B 1913
- Championnat du Danemark D2 (1) :
  - Champion : 1966-67.